# Georg Christian Ludolph Meyer
Georg Christian Ludolph Meyer (* 8. Juni 1742 in Hannover; † 25. Mai 1812 ebenda) war ein deutscher Händler, Brauer, Bürgerrepräsentant, Senator und Kämmerer. Laut dem Königlich-Grossbrittannischen und Churfürstlich-Braunschweig-Lüneburgischen Staatskalender auf das Jahr 1784 zählte Meyer als Provisor zudem zum Kollegium des hannoverschen Waisenhauses und wirkte neben seinem Amt als Senator im Stadtrat von Hannover auch als Forstinspektor.

## Schriften

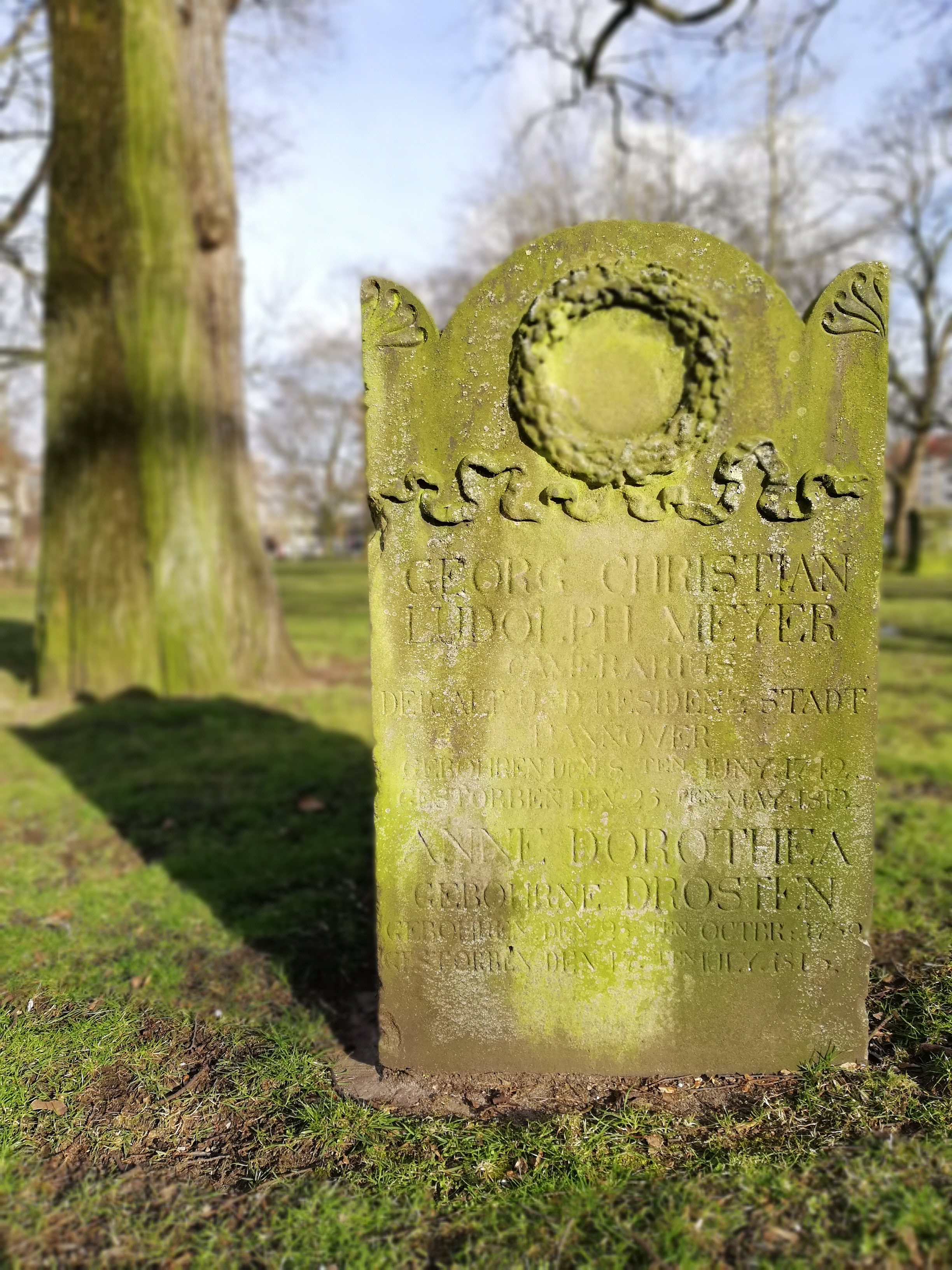
Das Grabmal des Ehepaares auf dem Alten St.-Nikolai-Friedhof

Noch zur Zeit des Kurfürstentums Hannover verfasste Meyer
1. am 22. August 1794 einen Bericht an den Magistrat der Stadt Hannover anlässlich eines um sich greifenden harschen Zwiespaltes zwischen den Zünften und den Schützengilden aufgrund einer angeblichen „Zeit- und Geldverschwendung“ durch das „Treiben“ der Schützen.[3]
2. Ende des 18. Jahrhunderts ein im Stadtarchiv Hannover hinterlegtes Manuskript zu den technischen Bauten rund um die Leine im Verlauf Hannovers wie etwa die Sommerbrücke, der Leine-Hochwasser in Hannover sowie der städtischen Wasserwerke unter dem Titel Beschreibung von der Leine, der daher entstehenden WasserFluthen und den Stadt Wasser-Werken, entworfen im Jahre 1795 vom Camerar: Meyer.[4]

## Grabmal
Das – denkmalgeschützte – klassizistische Grabmal Meyers und das seiner Ehefrau Anne Dorothea, geborene Drosten (1739–1813), ihres Sohnes Georg Friedrich Wilhelm Meyer (1774–1845) sowie ihrer Schwiegertochter Sophie Dorothea, geborene Versmann (1776–1862) findet sich auf dem Alten St.-Nikolai-Friedhof im heutigen Stadtteil Mitte. Das als rechteckiger Block geformte Standmal ist mit einem gewölbten oberen Abschluss und stilisierten Eckpalmetten ausgeformt. Ein Kranz, ein gewundenes Band sowie eine Amphore sind ebenfalls im Stil des Klassizismus geformte Schmuckelemente des Grabmals. Eine der an drei Seiten eingemeißelten Inschriften hebt die Verdienste des zu den ehemaligen Mitgliedern der Stadtverwaltung zählenden Stadtkämmerers hervor:

„Um ihn stehen in Versammlungen seine Thaten umher,

jede mit Licht gekrönt,

jede bis zum Richter seine sanfte Begleiterin.“